# Karyolyse
Die Karyolyse (von lysis, griechisch für Auflösung) ist die vollständige Auflösung eines Zellkerns durch den Abbau seiner DNA mittels Desoxyribonuklease. Dabei ist die Kernauflösung nach der Kernpyknose und der Karyorrhexis der letzte Schritt im Zuge einer Apoptose oder Nekrose, die das Absterben einer Zelle zur Folge haben. Kernpyknose und Karyorrhexis müssen allerdings nicht zwangsläufig in eine Karyolyse übergehen.
Der Begriff bezeichnet auch die fehlende Anfärbbarkeit eines Zellkerns.